# Salah Bouakouir
Salah Bouakouir, de son nom complet Salah Mohand Bouakouir, né le 16 juin 1908 à Michelet  et mort le 24 septembre 1961 en Algérie.

## Biographie
Il a exercé les fonctions d'ingénieur des chemins de fer et de haut fonctionnaire, Salah Bouakouir est l'un des rares musulmans sortis de l'École polytechnique, entré en 1947 au gouvernement général de l'Algérie en qualité de directeur général du Commerce, de l'Énergie et de l'Industrie et est élu membre correspondant de la 3e section de l'Académie des sciences coloniales le 17 novembre 1950. Il devient par la suite Directeur des Affaires économiques au gouvernement général de l'Algérie en août 1956.
Nommé en juillet 1958 secrétaire général pour les affaires économiques de la Délégation générale, il est alors chargé de l’agriculture et des forêts, de l’hydraulique et de l’équipement rural, de l’énergie et de l’industrialisation. Il coiffe en outre l’Instruction générale des services économiques, la Direction du plan et des études économiques ainsi que le Service cartographique. Durant trois années où il a eu en main la direction des affaires économiques de l’Algérie, il a joué un rôle de premier plan dans la mise en œuvre des grands ensembles économiques du pays et il fut élevé au grade de commandeur de la Légion d'honneur.
Charles de Gaulle lui avait même offert un poste ministériel qu'il avait décliné, il avait présidé le conseil supérieur du Plan de Constantine. Salah Bouakouir entrera par la suite en contact avec Ferhat Abbas, pour intégrer la révolution algérienne, il le rencontrera pour la dernière fois à New Delhi en 1960 alors que Salah Bouakouir revenait d'une mission au Japon.
Il meurt en septembre 1961 par noyade. Dahou Ould Kablia, ancien ministre de l'Intérieur algérien, affirme en 2018 que Salah Bouakouir travaillait étroitement avec le ministère de l'Armement et des Liaisons générales (MALG) et transmettait des documents confidentiels sur l'économie algérienne et il a également donné un dossier sur les intentions de la France concernant le pétrole en Algérie.
Les services secrets français procéderont à l'élimination de deux personnes qu’ils considéraient, à tort ou à raison, à l’origine de l'échec de la conservation des intérêts majeurs dans le domaine vital de l’énergie, à savoir Salah Bouakouir supposé la « source » et Enrico Mattei le «conseiller».
Salah Bouakouir a joué un rôle d'intermédiaire dans la négociation avec le GPRA et était promis a un bel avenir dans la future Algérie indépendante, cela ne pouvait que déplaire a des hommes qui ne voyaient pas d'un bon œil de laisser un homme brillant à l'Algérie, Bouakouir était devenu une cible de l'OAS et des services secrets français.
Dahou Ould Kablia rappel que Salah Bouakouir faisait partie de ceux qu'on appelle les amis du Malg dont beaucoup ignorent l'existence du fait qu'il agissait en toute discrétion et refusaient que leurs noms ne soient communiqués aux militants, de peur que ces derniers les dévoilent à l'occupant sous la torture.
Salah Bouakouir, a mené une vie honorable et conduit une carrière remarquable, aidé par ses dons intellectuels naturels et sa forte personnalité, dans un contexte politique et social particulièrement difficile et dangereux.

## Note et référence
1. ↑  « BOUAKOUIR Salah » , sur Académie des sciences d'Outre-Mer.
2. ↑  « MM. Bouakouir et Regard sont nommés secrétaires généraux adjoints de l'administration en Algérie », Journal Le Monde,‎ 17 juillet 1958 (lire en ligne )
3. ↑  « Bouakouir, Mohand Salah (X 1928 ; 1908-1961). » , sur Bibliothèque Centrale Ecole Polytechnique.
4. ↑  La jaune et la rouge, « Salah Bouakouir (1908-1961) », Publication mensuelle,‎ 1er novembre 1961, p. 51 (lire en ligne  [PDF])
5. ↑  Lyas Hallas, « Salah Bouakouir, un agent du MALG au sommet de l'Administration coloniale » , sur Twala, 30 novembre 2021.
6. ↑  Ferhat Abbas, Ferhat Abbas le jeune Algérien, Paris, Édition Garnier Frère, 1981 (lire en ligne), p. 21
7. ↑  « M. Salah Bouakouir haut fonctionnaire à Alger s'est noyé accidentellement », Le Monde,‎ 26 septembre 1961 (lire en ligne).
8. 1 2  Walid Aït Saïd, « Ould Kablia persiste et signe : "Salah Bouakouir est un martyr" », sur lexpressiondz.com, 19 septembre 2018.
9. ↑  Ambassade d'Italie - Institut culturel italien en Algérie, « Enrico Mattei et l'Algérie pendant la Guerre de Libération Nationale », Colloque sur Enrico Mattei et l'Algérie,‎ 7 décembre 2010, p. 20 (lire en ligne  [PDF])
10. ↑  Rendez vous avec Monsieur X France-Inter, « L'enjeu du Sahara dans la guerre d'Algérie » , sur radiofrance.fr, 21 avril 2012.
11. ↑  René Mayer, Salah Bouakouir, ni traître ni martyr : un homme de devoir, Saint-Cloud, 24 mars 2011 (lire en ligne), p. 8